# Daryl Davis
Pour les articles homonymes, voir Davis.
Daryl Davis (né le 26 mars 1958) est un musicien américain de blues et R&B, militant, auteur, acteur et chef d'orchestre. Connu pour son jeu pianistique tout en puissance du boogie-woogie, Davis a joué avec des musiciens comme Chuck Berry, Jerry Lee Lewis, B. B. King, et Bruce Hornsby,. Il est issu d'un milieu aisé, étant fils de diplomate.
En tant qu'afro-Américain, ses efforts pour améliorer les relations inter-communautaires ont été rapportés par des médias tels que CNN, NPR, et The Washington Post,,,. Il a même rencontré des membres du Ku Klux Klan (KKK), le tout commençant par une rencontre inopinée d'un membre du KKK dans les années 1980, dans un bar où il jouait ce jour-là. D'ailleurs, Davis a lui-même résumé ses convictions comme suit : « Il faut établir le dialogue car, lorsque deux ennemis se parlent, ils ne sont pas en train de se battre »,. Il revendique d'avoir convaincu près de 200 membres du Ku Klux Klan de quitter l'organisation, dont des membres très haut placés tel qu'un ancien Grand Dragon du Maryland. Ce dernier est nommé Roger Kelly, et est devenu avec le temps un ami de Daryl Davis.